# Palazzo Albertoni Spinola
Il Palazzo Albertoni Spinola è un edificio a Roma dichiarato di interesse storico-artistico da parte del Governo Italiano. 
La costruzione ha ingresso dalla piazza Campitelli n. 2, piazza Capizucchi e vicolo Capizucchi, e si trova nel Rione X (Campitelli).

## La Storia

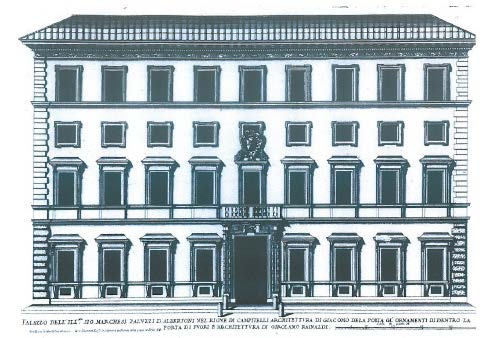
La facciata del Palazzo Albertoni (1620 ca.)

Il lavoro venne inizialmente commissionato dal marchese Baldassarre Paluzzi Albertoni a Giacomo della Porta (1532-1602), e fu poi continuato e terminato da Girolamo Rainaldi (1570-1655), in un’area tra i palazzi De Rossi (poi Cavalletti) e Capizucchi. L’opera è frutto del lavoro dei due grandi architetti rinascimentali che collaborarono a lungo ed in diverse occasioni attraverso varie committenze papali.
Nel 1603 il Cavaliere Baldassarre Paluzzi Albertoni chiede licenza per edificare la nuova facciata, allargando verso la piazza l'area delle preesistenti proprietà e allineando la nuova parete al cantonale del contiguo Palazzo Capizucchi. Nel 1616 viene richiesta un'ulteriore licenza per poter fare sopra la porta posteriore del suo palazzo un arco, che passasse sopra il vicolo e consentisse il passaggio alle sue 'Case vicine' (si tratta del passaggio ad arco costruito nella parte posteriore, all'esterno del palazzo all'altezza del primo piano).
Quindi sin dall’inizio I due corpi di fabbrica appartenevano ad un'unica proprietà, passata poi di famiglia in famiglia.
La presenza della famiglia Albertoni è richiamata nella piazza Campitelli; lo stemma di famiglia, il leone passante, è presente nel palazzo sia sopra il portale d’ingresso, sugli architravi e nicchie lungo le scale e sia nel fregio sotto il cornicione della facciata principale in cui sono presenti leoni passanti e caprioli.

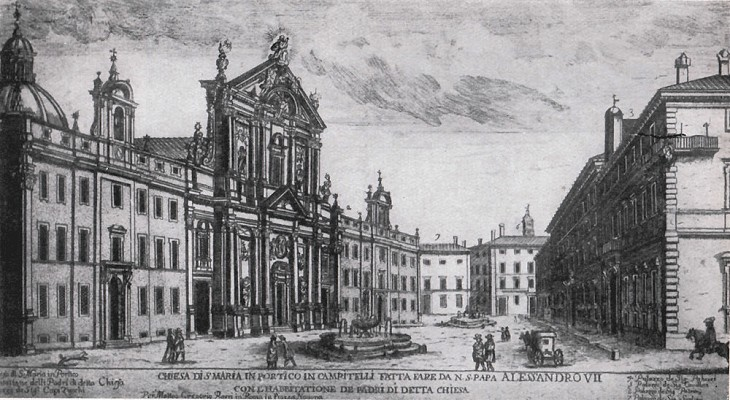
piazza Campitelli (1660 ca.)

Gli eredi della famiglia Paluzzi Albertoni adottarono dal 21 ottobre 1671 il cognome e le armi degli Altieri e il titolo di principi per volere di Emilio Altieri (1590-1676), elevato nel 1670 al Sommo Pontificato col nome di Clemente X. In tal modo tutte le ricchezze degli Altieri confluirono nei beni dei discendenti Paluzzi Albertoni con nome Altieri. In verità il Palazzo di piazza Campitelli risultò essere residenza di minor prestigio rispetto al palazzo costruito dagli Altieri a Piazza del Gesù, che con la villa al Laterano ospiterà le opere d’arte di famiglia. 
Il Palazzo di piazza Campitelli, rimasto alla rinnovata discendenza degli Altieri per più di un secolo, fu sopraelevato di un quarto piano sull’attico e nel 1808 circa venduto dal principe Paluzzi Altieri al famoso generale spagnolo Manuel Godoy y Alvares de Faria Rios Sanchez Zarzosa, principe de la Paz e di Bassano (1767-1851). Il palazzo passò presto in proprietà del Cardinale Bartolomeo Pacca (1756-1844) che vi risiedette saltuariamente almeno dal 1819. Alla morte di Pacca, il palazzo di piazza Campitelli restò per circa cinquant’anni ai suoi nipoti, che lo affittarono in parte a loro conoscenti, tra i quali i Cardinali Giacomo Piccolomini e Giacomo Antonelli.
Successivamente, nel 1886, il Palazzo fu venduto dai discendenti Pacca alla contessa Carolina Portalupi (1852-1891) che lo restaurò, lasciandolo in seguito ai suoi discendenti diretti, i genovesi marchesi Spinola. Maria Antonietta Spinola sposerà poi il noto uomo politico Mario Cingolani (1883-1971), mentre Bonifacio Spinola sposerà una sua cugina di secondo grado, la contessa Marina Baldeschi (1895-1983). 
Il restauro del Palazzo si presentava indispensabile in quanto il complesso versava in un cattivo stato di conservazione, conseguenza di anni di abbandono; i lavori interessarono soprattutto parti del cortile, le scale e gli interni. Furono consolidati muri, archi e volte, rinforzati e ricostruiti solai e pavimenti, riparato il cornicione, i tetti e le terrazze, rinnovati completamente i gradini e i pavimenti dei pianerottoli dello scalone principale, rinnovati molti soffitti, soprattutto quelli decorati, la tappezzeria delle pareti degli ambienti interni, porte e finestre. Sono documentati anche interventi relativi ad una più regolare distribuzione di acqua e al rifacimento dei bagni. A questo periodo risalgono, inoltre, il nuovo ballatoio costruito sul lato sudest, coperto a vetri e probabilmente la sopraelevazione del terzo piano verso Palazzo Cavalletti. I lavori furono consistenti, ma lasciarono inalterata la struttura del Palazzo.
Nel 2006 e nel 2007 sono stati eseguiti importanti interventi di restauro conservativo esterno ed interno che hanno portato nuovamente l’opera allo splendore meritato.

## Caratteristiche e descrizione

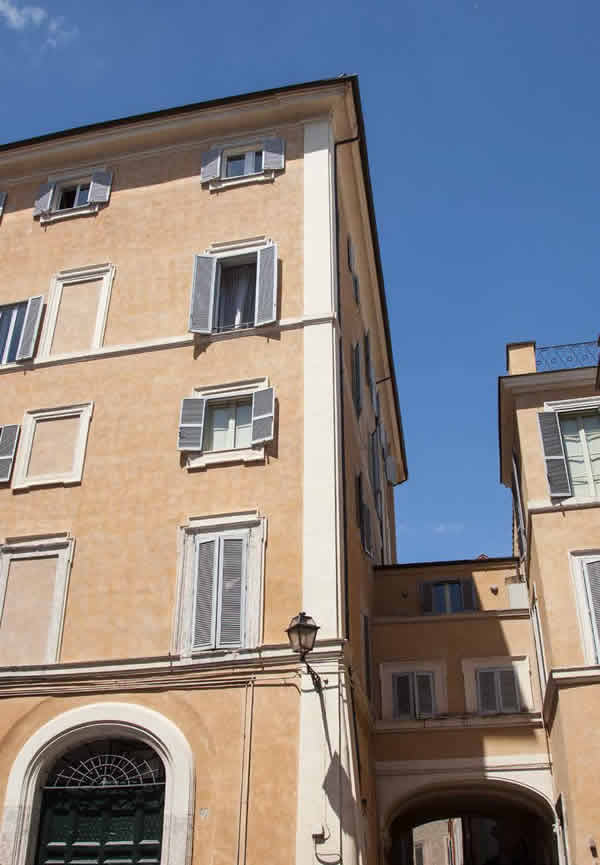
La connessione tra i due corpi del Palazzo vista da piazza Capizucchi

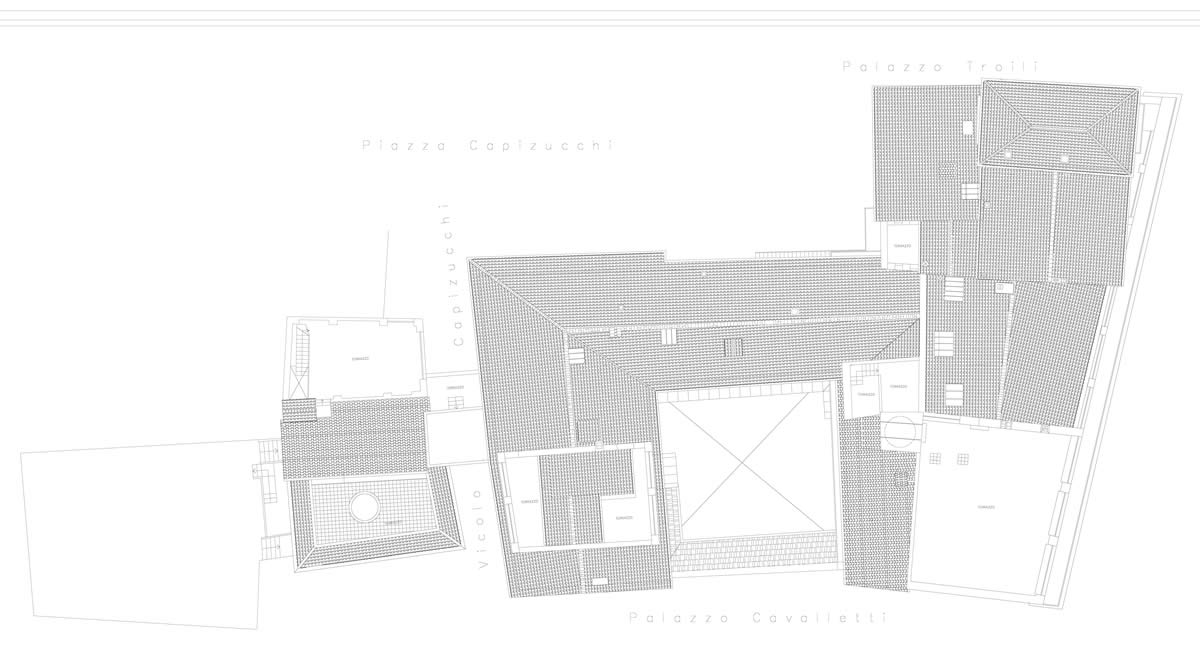
La pianta della costruzione vista dall’alto: si nota il Palazzo grande, il c.d. Palazzetto posteriore ed il giardino pensile collegati tra di loro dal cavalcavia

Il Della Porta lavorò alla realizzazione del fabbricato agendo sulle strutture portanti e sulle tramezzature interne negli ultimi anni del 1500 fino alla sua morte avvenuta nel 1602, successivamente il Rainaldi, che dal 1592 collaborava con il Maestro, ebbe in eredità  il compito di rifare e riallineare la facciata del palazzo con il nuovo assetto della piazza. Si crea cosi la millimetrica prospettiva ricavata dal portone del palazzetto attraverso l’ortogonalità della galleria d'ingresso con la facciata del palazzo sovrapposta ad un'edilizia preesistente almeno dal 1593 come mostra la cartografia dell’epoca.
L'integrazione dei due corpi di fabbrica è consentita dalla posizione delle aperture della parte posteriore del Palazzo grande che risultano allineate con quelle del Palazzetto retrostante e non modificate dai lavori della facciata avviati nel 1603. Infatti come si nota dalle licenze ottenute dai proprietari rispettivamente nel 1603 e nel 1616, la prima per rifare la predetta facciata del palazzo su piazza Campitelli, la seconda per edificare il cavalcavia che collega le due proprietà,
queste non prevedevano altri lavori demolitivi e ricostruttivi delle strutture. Anche il giardino pensile, risulta allineato alle porte del cavalcavia sia verso il pianerottolo del primo piano del Palazzo grande, sia verso il primo piano del Palazzetto. La facciata e le decorazioni esterne del Palazzo grande sono del Rainaldi con invenzione squisitamente manieristica, mentre l’immediata eredità ricevuta dal Della Porta prevedeva la forma generale della costruzione compatta e tradizionale che genera l'ortogonalità della galleria interna d'ingresso. La successiva costruzione del cavalcavia compie le intenzioni integrative derivate dalla stupefacente prospettiva dal Palazzetto, dando vita nel tempo, ad un capolavoro architettonico che solo dalla collaborazione di due genialità poteva emergere cosi perfetta nella realizzazione esecutiva.

## Effetti dell'opera architettonica

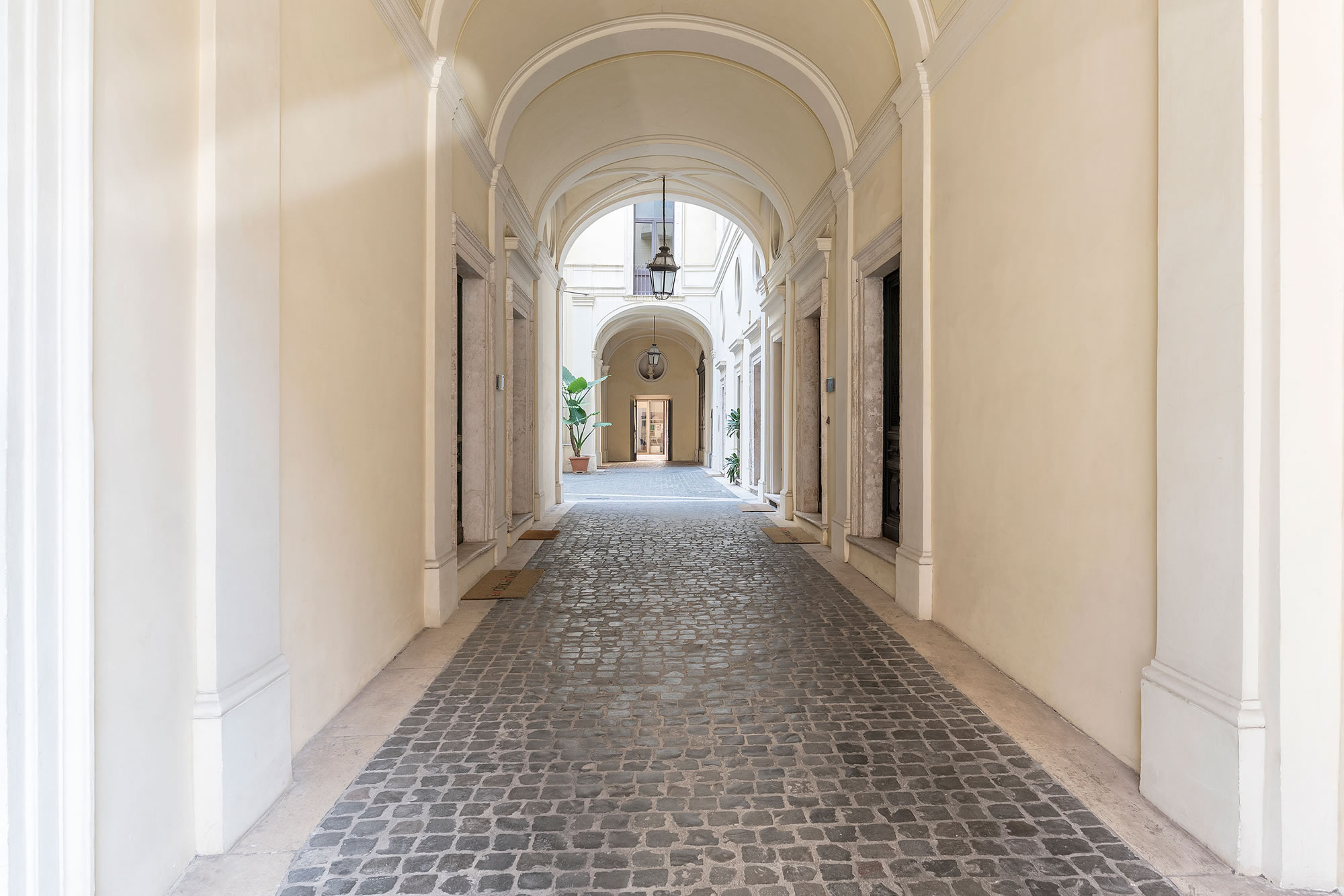
La galleria d’ingresso e la prospettiva vista dal portone della Chiesa di Santa Maria in Campitelli

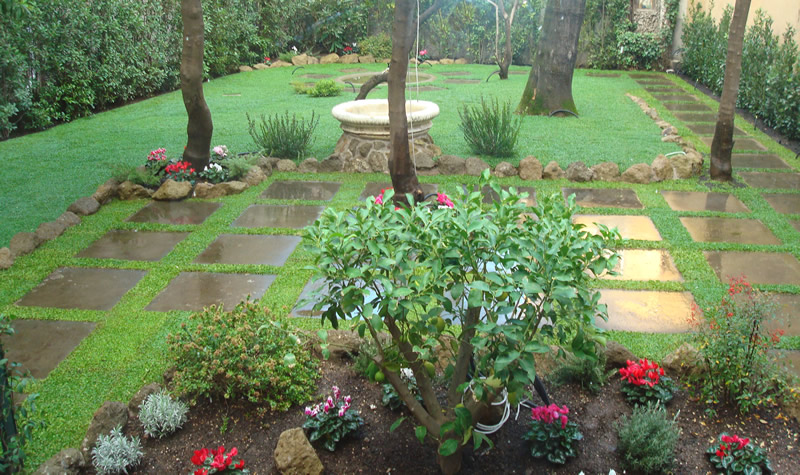
Il giardino "segreto" pensile

La visione prospettica che se ne ricava crea una sorta di effetto ottico apparentemente inspiegabile. Infatti, allontanandosi a ritroso dal portone principale di ingresso del Palazzo, l'antistante entrata della Chiesa di Santa Maria in Campitelli  comincia a "spostarsi" da sinistra verso destra fino a coincidere perfettamente solo quando si raggiunge la soglia del portone del Palazzetto. È necessario sottolineare che al tempo della progettazione non era ancora stata edificata la facciata della Chiesa attuale e che nel medesimo sito si trovava la casa natale della Beata Ludovica Albertoni, vera autorità spirituale della famiglia. I Paluzzi Albertoni avevano quindi probabilmente voluto mantenere la vista da portone a portone per conservare un ricordo costante della Beata. È tuttora visibile una parte del muro perimetrale della casa della Beata con un antico affresco all’interno della Cappella della famiglia Albertoni in Santa Maria in Campitelli.
Altro effetto prodotto consiste nella perdita di “orientamento” all'interno dei due corpi di fabbrica: infatti, visitando gli ambienti dall’interno, non si realizza pienamente se la propria posizione sia nel corpo grande del Palazzo oppure nell'altro più piccolo, il c.d. Palazzetto. Un’ulteriore particolarità visiva è quella riguardante il giardino “segreto” pensile, visibile dall'ingresso del cavalcavia al primo piano del Palazzo grande, pur essendo “nascosto”, in quanto propaggine posteriore del primo piano del Palazzetto e quindi lontano dalla piazza.

## Altre opere nel Palazzo

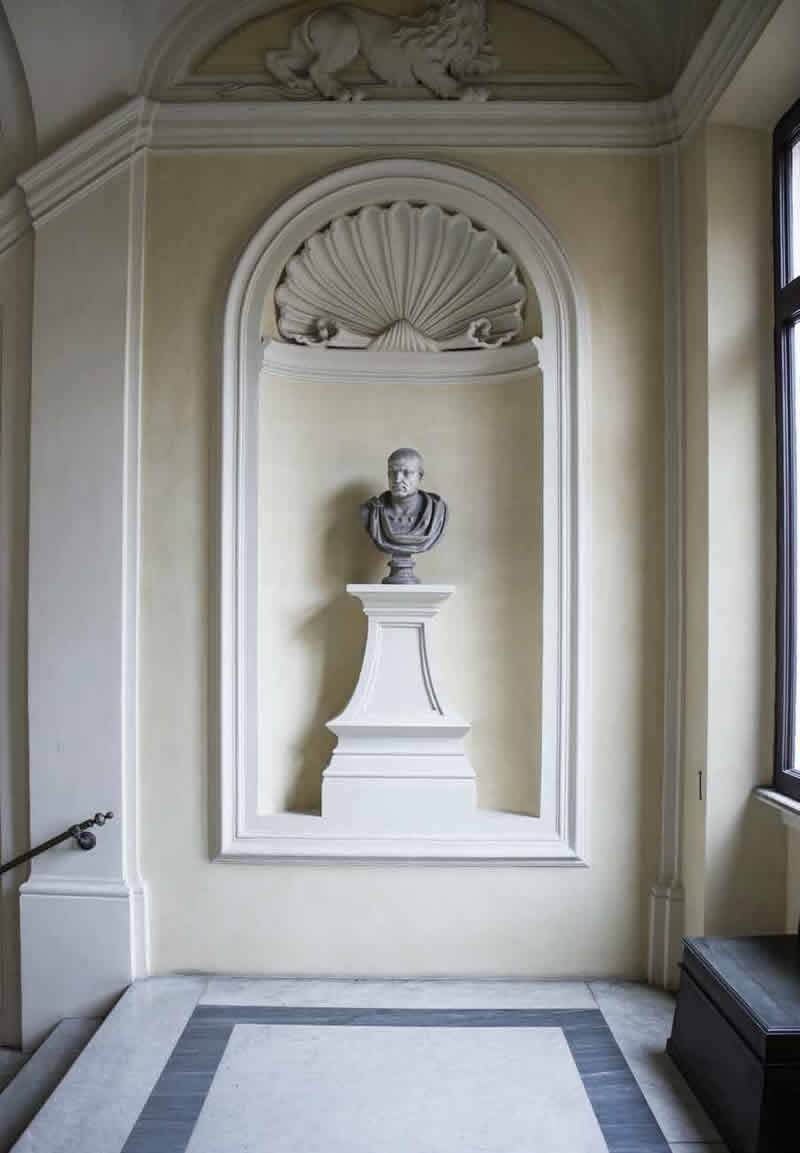
Testa di sacerdote di Iside rilavorata come "Publius Scipio Africanus"

Nel Palazzo è tuttora presente una piccola serie di sei teste ritratte - una nell’androne dopo il cortile e le altre cinque lungo le scale - che facevano parte dell’antica collezione degli Albertoni Paluzzi, collezionisti di opere d’arte antiche. La collezione Paluzzi Albertoni si fuse dal ‘600 con quella Altieri, già notevole, andando ad arricchire il palazzo di famiglia e le altre proprietà Altieri tra cui le ville all’Esquilino e a porta Salaria. I busti presenti a palazzo Albertoni Spinola sono: “due teste marmoree antiche - una di giovane donna ed una di Antinoo - integrate in più parti, un’altra testa marmorea antica - un sacerdote di Iside - rilavorata in età rinascimentale come un ritratto di Publio Cornelio Scipione Africano, due ritratti di ricostruzione rinascimentali in marmo - uno di Gaio Giulio Cesare ed un altro probabilmente di Esiodo o di Zenone Eleate
ed un calco in gesso della testa di Giulio Cesare (probabilmente dei Pacca e non dei Paluzzi) preso dalla statua conservata nel Palazzo Senatorio sul Campidoglio”.